# 패티 루폰
패티 앤 루폰(영어: Patti Ann LuPone, 1949년 4월 21일~)은 뮤지컬 연극에서의 활동으로 가장 잘 알려진 미국의 배우이자 가수이다. 1972년 액팅 컴퍼니에서 프로 경력을 시작한 후 브로드웨이와 웨스트엔드 무대에서 주연으로 활약하며 빠르게 명성을 얻었다. 무대에서 대담하고 강인한 여성을 연기하는 것으로 유명하며, 토니상 3회, 올리비에상 2회, 그래미상 2회를 수상했고, 2006년 미국 연극 명예의 전당에 헌액되었으며, 에미상 후보에 2회 지명되었다.
1973년 《세 자매》로 브로드웨이에 데뷔했다. 이후 팀 라이스와 앤드루 로이드 웨버의 《에비타》(1980년)에서 에바 페론 역과 《집시》(2008년)에서 로즈 역으로 뮤지컬 여우주연상을, 스티븐 손드하임의 리바이벌 작품 《컴퍼니》(2022년)에서 조앤 역으로 뮤지컬 여우조연상을 포함해 토니상을 3회 수상했다. 《로버 브라이드그룸》(1975년), 《애니씽 고즈》(1988년), 《스위니 토드》(2006년), 《신경쇠약 직전의 여자》(2010년), 《워 페인트》(2017년)로 토니상 후보에 올랐다.
웨스트엔드 무대에서의 공연으로 로렌스 올리비에상을 2회 수상했다. 1985년 《레 미제라블》 런던 초연에서 판틴 역과 《더 크레이들 윌 락》에서 몰 역으로 뮤지컬 여우주연상을, 2019년 《컴퍼니》로 뮤지컬 여우조연상을 수상했다. 1993년 《선셋 대로》에서 노마 데스몬드 역으로 후보에 올랐다. 2007년 로스앤젤레스 오페라의 《마하고니 도시의 흥망성쇠》 녹음으로 그래미상을 2회 수상했다.
텔레비전에서는 드라마 시리즈 《라이프 고스 온》(1989년~1993년)에 주연으로 출연했으며, 《송 스피너》(1995)와 《프레이저》(1998년)로 에미상 후보에 올랐다. 라이언 머피의 시리즈 3편인 《아메리칸 호러 스토리》(2013년~2014년, 2022년), 《포즈》(2019년), 《오, 할리우드》(2020년)에 출연했다. 또한 《페니 드레드풀》(2014년~2016년), 《크레이지 엑스 걸프렌드》(2017년), 《전부 애거사 짓이야》(2024년)에도 출연했다. 영화에서는 《1941》(1979년), 《위트니스》(1985년), 《드라이빙 미스 데이지》(1989년), 《썸머 오브 샘》(1999년), 《미스터 헐리웃》(2000년), 《보 이즈 어프레이드》(2023년) 등에 출연했다.

## 출연 작품
- 위트니스 - 일레인 역
- 와이즈 가이스 - 완다 발렌티니 역
- LBJ: 초창기
- 드라이빙 미스 데이지 - 플로린 역
- 법과 질서
- 워터 엔진
- 가족의 기도
- 라스트 크리스마스 - 조이스 역